# قائمة البعثات الدبلوماسية في جزر القمر

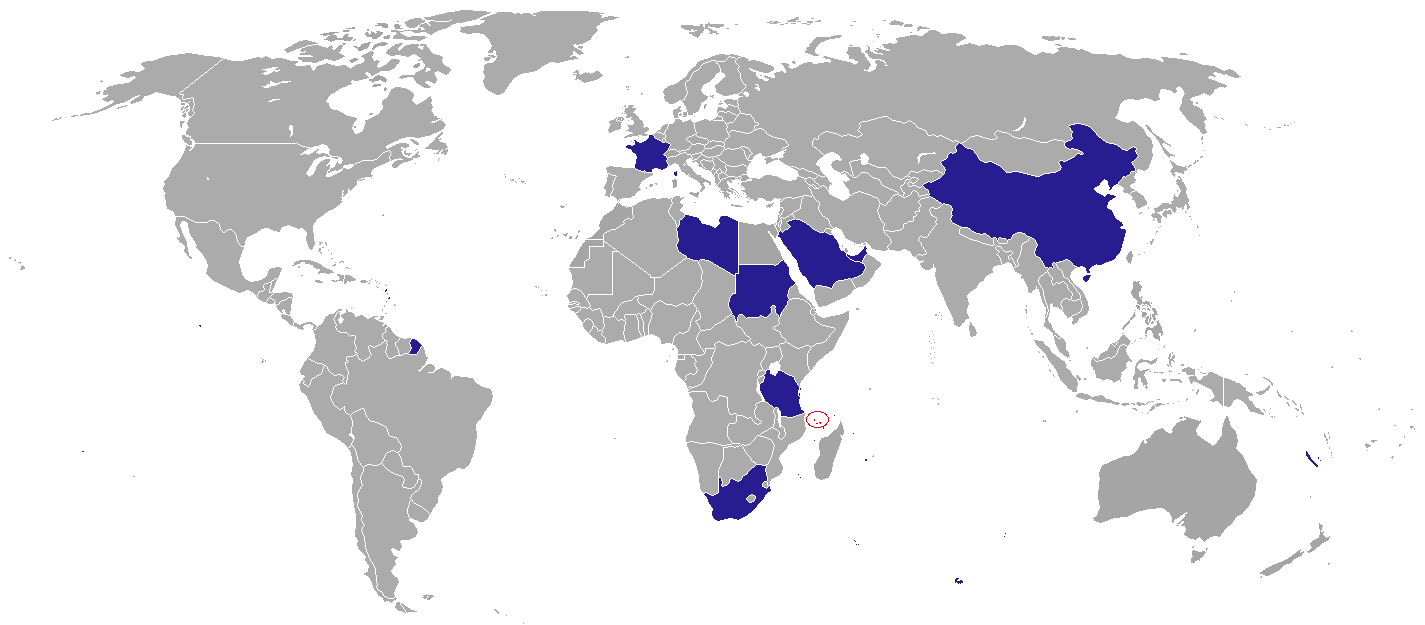
خريطة البعثات الدبلوماسية في جزر القمر

تعرض هذه الصفحة قائمة البعثات الدبلوماسية في جزر القمر. حاليا، توجد في العاصمة موروني 9 سفارات. دول أخرى عديدة لها سفراء معتمدون في جزر القمر، لكن معظمهم يقيم في عواصم دول أخرى. هذه القائمة تستثني القنصليات الفخرية.

## سفارات
موروني
- الصين
- فرنسا
- إيران
- ليبيا
- قطر[1] (تم إغلاق السفارة وطرد السفير في 7 يونيو 2017 كرد فعل على الأزمة الدبلوماسية مع قطر 2017–19)[2]
- السعودية
- جنوب إفريقيا
- السودان
- تنزانيا[3]

## قنصلية
موتسامودو
- فرنسا (قنصلية)
- المغرب (قنصلية)عامة[4]

## سفارات غير مقيمة
- الأرجنتين (نيروبي)
- أستراليا (بورت لويس)
- النمسا (نيروبي)
- بلجيكا (نيروبي)[5]
- البرازيل (دار السلام)
- بلغاريا (بريتوريا)[6]
- كندا (دار السلام)
- كرواتيا (بريتوريا)[7]
- كوبا (دار السلام)[8]
- قبرص (بريتوريا)
- جمهورية التشيك (أديس أبابا)[9]
- الدنمارك (دار السلام)[10]
- مصر (دار السلام)
- الاتحاد الأوروبي (بورت لويس)
- فنلندا (دار السلام)
- ألمانيا (أنتاناناريفو)
- اليونان (نيروبي)[11]
- إندونيسيا (أنتاناناريفو)
- إيطاليا (دار السلام)
- اليابان (أنتاناناريفو)
- كوريا الجنوبية (نيروبي)
- مالي (بريتوريا)[12]
- ماليزيا (هراري)
- المكسيك (نيروبي)[13]
- هولندا (دار السلام)
- فلسطين (جيبوتي العاصمة)[14]
- بولندا (نيروبي)[15]
- البرتغال (مابوتو)[16]
- رومانيا (بريتوريا)[17]
- روسيا (أنتاناناريفو)
- صربيا (نيويورك)
- سلوفاكيا (نيروبي)[18]
- إسبانيا (بريتوريا)
- السويد (نيروبي)
- سويسرا (أنتاناناريفو)[19]
- تونس (أديس أبابا)
- تركيا (أنتاناناريفو)
- المملكة المتحدة (بورت لويس)
- الولايات المتحدة (أنتاناناريفو)
- زامبيا
- زيمبابوي

## مقالات متعلقة
- علاقات جزر القمر الخارجية